# Rødstrubet piber
Rødstrubet piber (Anthus cervinus) er en 14 centimeter stor spurvefugl, der lever i fjeld- og tundraområder fra det nordligste Norge og Sverige og videre østover gennem Rusland til Alaska. 
I Danmark er det en sjælden trækgæst i maj og september, hvor de overflyvende fugle bedst kendes på det specielle kontaktkald, der lyder som når en cykel piftes, psiiih.